# 들창코원숭이
들창코원숭이는 구세계원숭이에 속하는 들창코원숭이속(Rhinopithecus) 원숭이의 총칭이다. 이 속 원숭이는 희귀하여, 좀 더 연구가 필요하다. 일부 분류학자들은 들창코원숭이를 두크원숭이속(Pygathrix)과 함께 분류하기도 한다.
들창코원숭이는 중국 남부(특히 티베트와 쓰촨, 윈난 그리고 구이저우)를 망라하는 범위뿐만 아니라 베트남 북부 지역, 즉 아시아에 산다.
이들 원숭이들은 자신의 이름처럼 둥근 얼굴에 짧고 뭉툭한 코를 지니고 있으며, 콧구멍은 앞으로 나와 있다. 이들은 특히 어깨와 등 쪽에 비교적 다채로운 색깔과 긴 털을 가지고 있다. 키는 51에서 83 cm까지 자라며 꼬리는 55에서 97cm정도이다.
들창코원숭이의 4000m 이상의 높은 산의 숲에 거주하며, 겨울에는 아주 인적이 드문 곳으로 이동한다. 이들은 주로 나무 위에서 시간을 보낸다. 또 600마리까지 매우 큰 무리를 형성하여 함께 지내며, 겨울처럼 먹이를 찾기 힘들때는 더 작은 무리로 나뉘어 생활한다. 무리는 암컷보다 수컷이 좀 더 많게 구성된다. 본능적으로 자신의 영역을 보호하려 하며, 이 영역 표시를 대부분 코로 한다. 이들은 매우 큰 소리를 내며, 혼자서 부르거나 어떤 때는 합창단식으로 여럿이 함께 소리를 낸다.
이 원숭이의 먹이는 주로 나뭇잎, 죽순, 과일과 잎을 구성된다. 여러 개의 방으로 이루어진 위를 통해 음식을 소화한다.
짝짓기가 시작되는 신호는 암컷과 함께 시작된다. 암컷은 수컷의 시선을 끌고, 자신의 생식기를 보여준다. 만일 수컷이 관심을 보이면(항상 관심을 보이는 것은 아니다.) 수컷은 암컷과 짝짓기를 한다. 임신 기간은 200일이며, 늦봄이나 초여름에 한 마리의 새끼를 낳는다. 새끼는 약 6 ~ 7년이 지나면 완전히 성숙해진다. 동물학자들은 이들의 생태에 대해 아직 잘 모르고 있다.

## 하위 종
- 황금들창코원숭이 (R. roxellana)
  - 모핀황금들창코원숭이 (R. r. roxellana)
  - 친링황금들창코원숭이 (R. r. qinlingensis)
  - 후베이황금들창코원숭이 (R. r. hubeiensis)
- 검은들창코원숭이 (R. bieti)
- 회색들창코원숭이 (R. brelichi)
- 통킹들창코원숭이 (R. avunculus)
- 미얀마들창코원숭이 (R. strykeri)[2]

## 계통 분류
다음은 잎원숭이족의 계통 분류이다.

|  | 회색랑구르속 |
|  |              |
|  | 루뚱원숭이속 |
|  |              |

|  | 코주부원숭이속                                                  |
|  |                                                                 |
|  | \| \| 두크원숭이속 \| \| \| \| \| \| 들창코원숭이속 \| \| \| \| |
|  |                                                                 |
|  | 두크원숭이속                                                    |
|  |                                                                 |
|  | 들창코원숭이속                                                  |
|  |                                                                 |

|  | 두크원숭이속   |
|  |                |
|  | 들창코원숭이속 |
|  |                |

|  | 코주부원숭이속                                                  |
|  |                                                                 |
|  | \| \| 두크원숭이속 \| \| \| \| \| \| 들창코원숭이속 \| \| \| \| |
|  |                                                                 |
|  | 두크원숭이속                                                    |
|  |                                                                 |
|  | 들창코원숭이속                                                  |
|  |                                                                 |

|  | 두크원숭이속   |
|  |                |
|  | 들창코원숭이속 |
|  |                |

|  | 회색랑구르속 |
|  |              |
|  | 루뚱원숭이속 |
|  |              |

|  | 코주부원숭이속                                                  |
|  |                                                                 |
|  | \| \| 두크원숭이속 \| \| \| \| \| \| 들창코원숭이속 \| \| \| \| |
|  |                                                                 |
|  | 두크원숭이속                                                    |
|  |                                                                 |
|  | 들창코원숭이속                                                  |
|  |                                                                 |

|  | 두크원숭이속   |
|  |                |
|  | 들창코원숭이속 |
|  |                |

|  | 코주부원숭이속                                                  |
|  |                                                                 |
|  | \| \| 두크원숭이속 \| \| \| \| \| \| 들창코원숭이속 \| \| \| \| |
|  |                                                                 |
|  | 두크원숭이속                                                    |
|  |                                                                 |
|  | 들창코원숭이속                                                  |
|  |                                                                 |

|  | 두크원숭이속   |
|  |                |
|  | 들창코원숭이속 |
|  |                |